# استت رپرسویل (کشتی ۱۹۱۴)
استت رپرسویل (کشتی ۱۹۱۴) (به انگلیسی: Stadt Rapperswil (ship, 1914)) یک کشتی است که طول آن 59.10 m می‌باشد. این کشتی در سال ۱۹۱۴ ساخته شد.